# Elionurus muticus
Elionurus muticus là một loài thực vật có hoa trong họ Hòa thảo. Loài này được (Spreng.) Kuntze mô tả khoa học đầu tiên năm 1898.